# Blythia reticulata
Espèce
Synonymes
- Calamaria reticulata Blyth, 1855
- Aproaspidops antecursorum Annandale, 1912

Statut de conservation UICN

 DD  : Données insuffisantes
Blythia reticulata est une espèce de serpents de la famille des Colubridae.

## Répartition
Cette espèce se rencontre en Inde en Assam et en Arunachal Pradesh, en Birmanie et au Tibet en Chine.

## Étymologie
Ce genre est nommé en l'honneur d'Edward Blyth.

## Publications originales
- Blyth, 1855 "1854" : Notices and descriptions of various reptiles, new or little known. Journal of the Asiatic Society of Bengal, vol. 23, p. 287-302 (texte intégral).
- Theobald, 1868 : Catalogue of reptiles in the Museum of the Asiatic Society of Bengal. Journal of the Asiatic Society of Bengal, vol. 37, p. 7-88 (texte intégral).